# Банкс Спрингс (Луизијана)
Банкс Спрингс (енгл. Banks Springs) насељено је место без административног статуса у америчкој савезној држави Луизијана.

## Демографија
По попису из 2010. године број становника је 1.192.
| Група             | 2000.    | 2010.       |
| Белци             | 0 (0,0%) | 511 (42,9%) |
| Афроамериканци    | 0 (0,0%) | 630 (52,9%) |
| Азијати           | 0 (0,0%) | 10 (0,8%)   |
| Хиспаноамериканци | 0 (0,0%) | 21 (1,8%)   |
| Укупно            | 0        | 1.192       |